# Головановский (посёлок)
Головановский — посёлок в Балаковском районе Саратовской области. Входит в состав Натальинского муниципального образования.

## География
Находится на расстоянии примерно 18 километров по прямой на восток от города Балаково.

## История
Посёлок был основан в 1904 году.

## Население
Постоянное население составляло 701 человека в 2002 году (русские 75%) ,  695 в 2010 году.

## Инфраструктура
Имеется школа, детский садик, ФАП,  почта, магазины, дом культуры, а также базовое сельскохозяйственное предприятие «КФХ Бирюков А.В.».  

## Достопримечательности
К северу от посёлка располагается памятник природы регионального значения Грачевская лесная дача, крупнейший искусственный лесной массив в Саратовском Заволжье.